# Кивиоя (приток Вьюна)
Кивиоя — река во Всеволожском районе Ленинградской области Россия.

## География
Река вытекает из озера Кивиярви и впадает во Вьюн, является частью бассейна Ладожского озера и реки Невы. Длина реки — 3 км. Реку пересекает грунтовая дорога (там река убрана в трубу) и лесную тропу (там через реку построен деревянный мост).

## Описание
В верхнем течении река заболочена. Перед пересечением с грунтовой дорогой река разливается, после трубы образован небольшой водопад, после которого река превращается в ручей, каковой остаётся до самого устья, где река уже заболоченная. Там через неё перекинут пешеходный мост, по тропе из деревни Васкелово на мельницу.